# Panudech Maiwong
Panudech Maiwong (tiếng Thái: ภานุเดช ใหม่วงศ์; sinh ngày 13 tháng 1 năm 1996) là một Cầu thủ bóng đá người Thái Lan thi đấu ở vị trí tiền vệ hay tiền đạo cho đội bóng Giải bóng đá Ngoại hạng Thái Lan Chonburi.

## Sự nghiệp câu lạc bộ
Khởi đầu sự nghiệp tại câu lạc bộ có trụ sở tại Chonburi là Chonburi F.C., Maiwong được cho mượn đến đội bóng Giải bóng đá ngoại hạng Hồng Kông Hong Kong Rangers năm 2015 với thời hạn 3 tháng, sau khi gây ấn tượng trong trận giao hữu giữa hai câu lạc bộ. Tuy nhiên, anh bị chấn thương và không thể ra sân, sau đó trở lại Chonburi trong năm. Anh có màn ra mắt cho Chonburi ngày 8 tháng 3 năm 2017, vào sân từ ghế dự bị thay cho Kroekrit Thaweekarn trong chiến thắng 3–1 trước Super Power F.C.